# ستيفان بيرغر (سياسي)
ستيفان بيرغر هو سياسي ألماني، ولد في 15 سبتمبر 1969 في مونشنغلادباخ في ألمانيا. نشط حزبياً في الاتحاد الديمقراطي المسيحي. في انتخابات البرلمان الأوروبي 2019، انتخب عضو في البرلمان الأوروبي عن دائرة ألمانيا لترشحه ضمن قائمة الاتحاد الديمقراطي المسيحي، وقد انضم خلال فترته النيابية (2 يوليو 2019 – ) للكتلة البرلمانية كتلة حزب الشعب الأوروبي وانتخب عضو في البرلمان الأوروبي وانتخب عضو مجلس الشورى الموحد شمال الراين وستفاليا ‏ وقد انضم خلال فترته النيابية ‏ للكتلة البرلمانية الاتحاد الديمقراطي المسيحي.